# Пам'ятник В'ячеславові Липинському (Київ)
Пам'ятник В'ячеславові Липинському у Києві — другий пам'ятник українському політичному діячу, історику, історіософу, соціологу, публіцисту, теоретику українського консерватизму В'ячеславові Липинському, встановлений у 2007 році в «Саду України» на території Міжрегіональної академії управління персоналом.

## Історія
Пам'ятний монумент відомому діячу В'ячеславові Липинському було встановлено 5 квітня 2007 року з нагоди 125-річчя з дня народження.
Участь в урочистій події, з нагоди ювілею, взяли викладачі та співробітники Академії, серед яких, Голова Наглядової Ради МАУП, заслужений працівник освіти України Георгій Щокін, ректор Академії Микола Головатий, викладачі та студенти.
Зокрема, Георгій Щокін відзначив, що весь нелегкий життєвий шлях В'ячеслава Липинського засвідчує відданість українській національній ідеї, щиру та непідкупну любов до України, про його намагання втілити у життя найкращу модель державного будівництва для самостійної та незалежної Української держави. Пам'ять про нього і його праці назавжди залишиться в українській скарбниці та обов'язково будуть використані в ім'я Бога та Батьківщини".
На постаменті цитата В'ячеслава Липинського «Будь патріотом а не шовіністом».

## Автори
Скульпторами памятника є Олесь Сидорук та Крилов Борис.